# Marcilly-la-Campagne
Marcilly-la-Campagne – miejscowość i gmina we Francji, w regionie Normandia, w departamencie Eure.
Według danych na rok 1990 gminę zamieszkiwały 672 osoby, a gęstość zaludnienia wynosiła 34 osoby/km² (wśród 1421 gmin Górnej Normandii Marcilly-la-Campagne plasuje się na 357 miejscu pod względem liczby ludności, natomiast pod względem powierzchni na miejscu 57).